# Альберт Саксен-Тешенський
Альберт Казимир Август Саксонський (нім. Albrecht Kasimir August Moritz Ignaz Pius Franz Xaver Prinz von Sachsen, Herzog von Teschen; 11 липня 1738, Моріцбург — 10 лютого 1822, Відень) — герцог Тешенський, молодший син польського короля Августа III (з саксонського роду Веттінів) і Марії-Жозефи Австрійської, останній намісник Австрійських Нідерландів. Прославився як невтомний збирач графіки і гравюр, що склали найбільшу колекцію такого типу — віденську Альбертіну.

## Біографія
Ерцгерцогиня Марія Христина, улюблена донька імператриці Марії-Терезії, перейнялася симпатією до свого кузена Альберта і випросила в матері дозволу на цей шлюб (хоча, з політичної точки зору, він не мав вигоди). Одруження відбулося в замку Гоф навесні 1766 року, коли віденський двір ще оплакував смерть імператора Франца. Як придане принц Альберт отримав Тешинське герцогство.
Завдяки надзвичайно чуттєвим відносинам з дружиною принц Альберт був допущений в домашнє оточення Габсбургів і все життя провів на службі у родичів дружини. У 1765—1781 роках був намісником в Угорщині, проживаючи по черзі в Братиславському Граді і в літньому Гальбтурнському палаці. Потім був переведений як намісник Нідерландів в Брюссель, де збудував Лакенський палац (нинішня резиденція короля Бельгії).

Після вторгнення в Нідерланди революційної французької армії Альберт Саксонський зазнав поразки в битві при Жемаппе і повернувся до Відня, де провів решту життя в одному з палаців Гофбурга. Похований разом з дружиною в Кайзерґруфті. Оскільки їхня єдина донька померла відразу після народження, титули, палаци і величезне зібрання графіки принца Альберта успадкував його прийомний син, ерцгерцог Карл Тешенський.

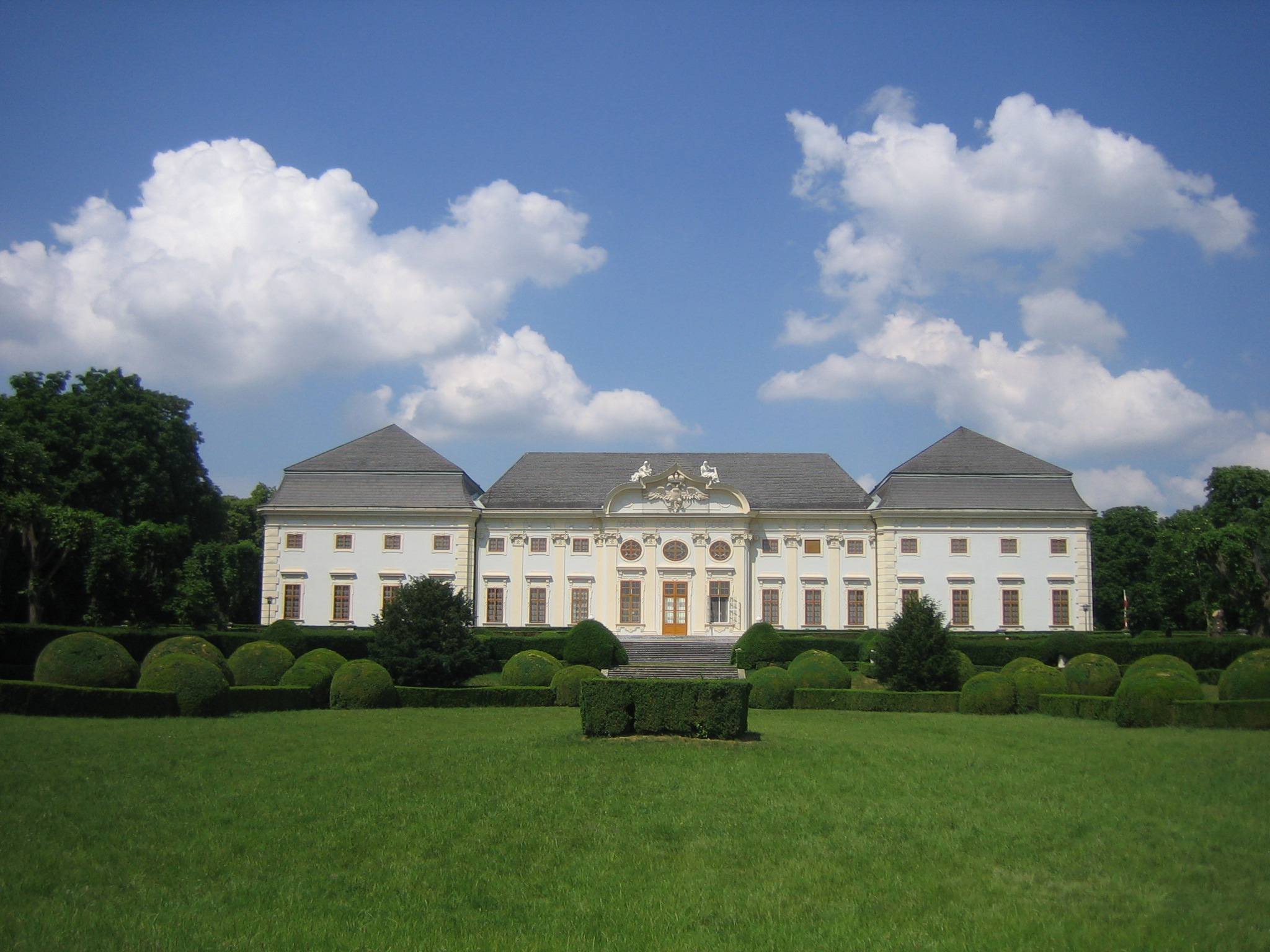
Гальбтурнський палац
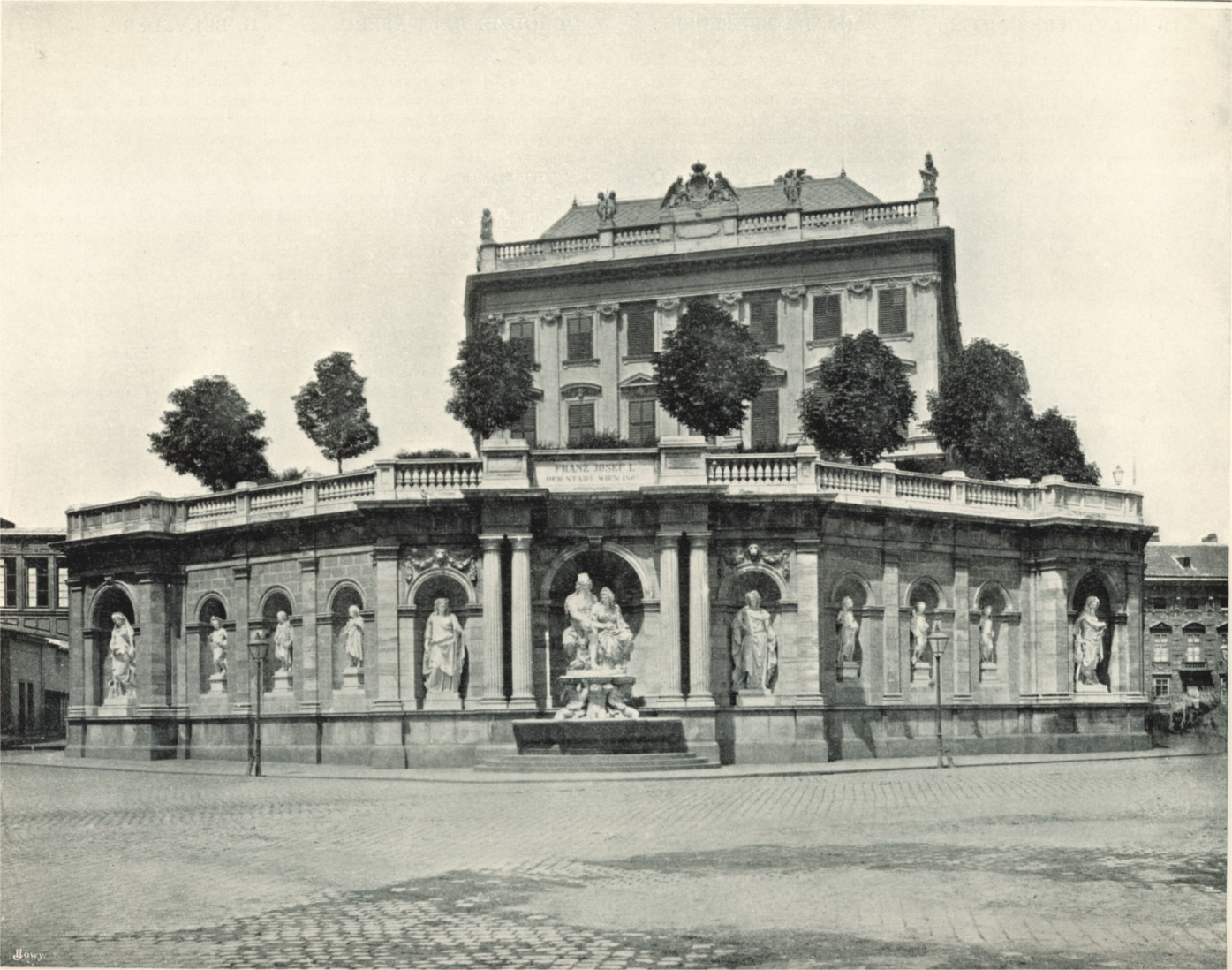
Віденський палац герцогів Тешенських
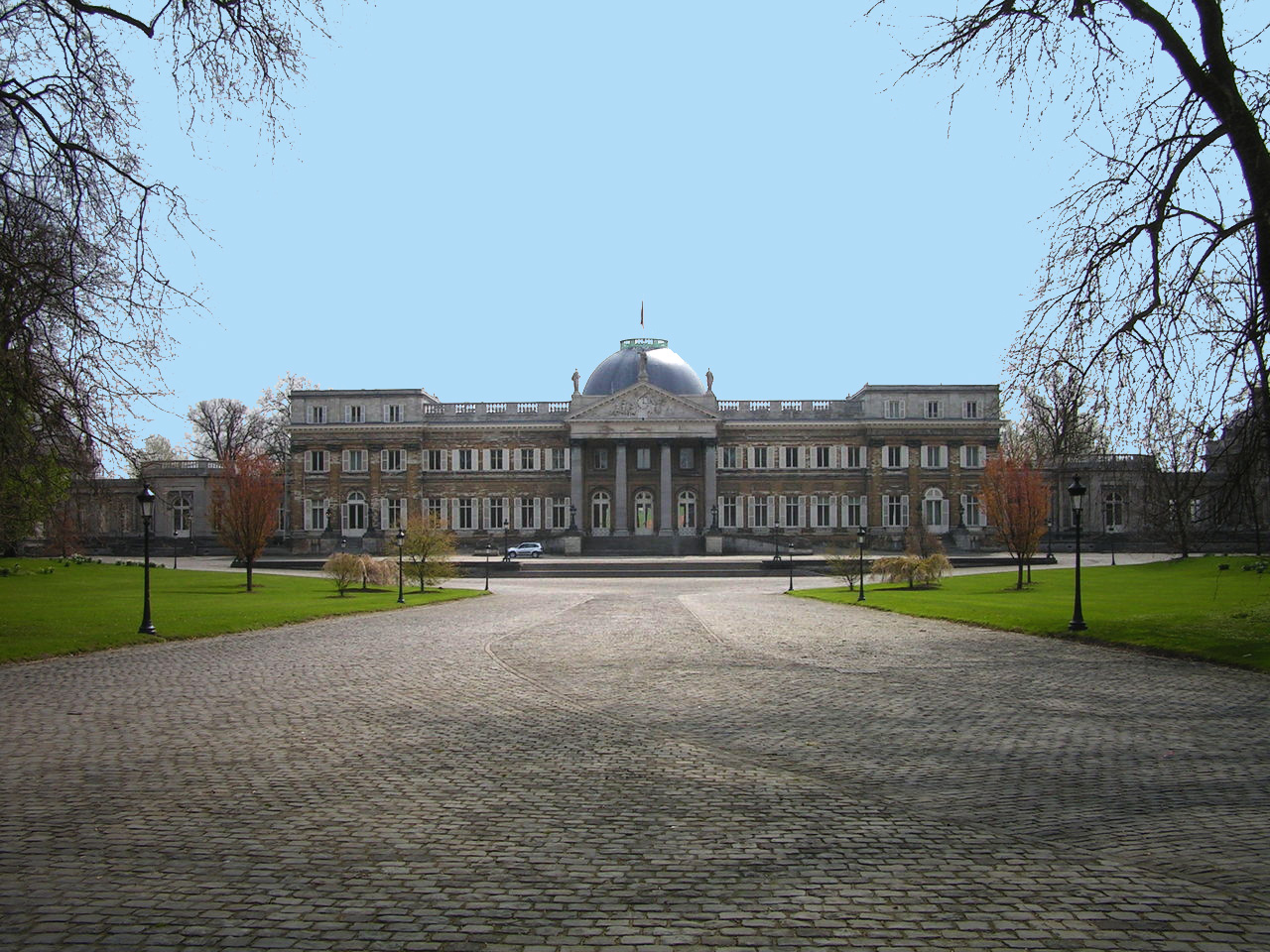
Лакенський палац